# Acceptable Quality Level
Acceptable Quality Level (AQL; deutsch „erlaubte Ausschussquote“) ist in der Qualitätssicherung der Anglizismus für ein Verfahren, bei dem durch die Prüfung einer Stichprobe die Entscheidung zur Annahme oder Rückweisung einer vorgestellten Anzahl gleicher Teile (Lieferlos) getroffen wird.
Eingaben sind die Angabe des AQL-Wertes (Annehmbare Qualitätsgrenzlage - akzeptierter Anteil der fehlerbehafteten Teile im Los), des Prüfniveaus sowie die Anzahl der Teile im Los. Ergebnisse sind die Anzahl der zu prüfenden Teile (Stichprobenumfang oder Stichprobengröße) sowie die Anzahl der erlaubten fehlerbehaften Teile in der Stichprobe. Das Verfahren ist in der DIN ISO 2859-1 beschrieben. Die technische Prüfung der Prüfparameter wird auf die Teile der Stichprobe angewandt. Das AQL-Verfahren ist daher zu unterscheiden von den technischen Prüfparametern, die z. B. Sollwert und Toleranzen umfassen und damit Annahme- und Rückweisekriterien für ein Produkt-Merkmal angeben. Das Verfahren wird in Unternehmen angewandt, da die Prüfung einer Teilmenge wirtschaftlicher ist als eine Komplettprüfung bzw. um Aussagen für die nicht zerstörten Teile bei zerstörenden Prüfungen zu treffen. Das AQL-Verfahren gehört zum Qualitätsmanagement und ist ein wichtiges Werkzeug der Six-Sigma-Systematik und Statistischen Prozesslenkung. Ein artverwandtes Stichprobensystem ist z. B. die sequentielle Prüfung. Die Verhandlung der AQL ist essenzieller Bestandteil der Kunde-Lieferantenbeziehung in vielen Industrien. Das AQL-Verfahren ist Anwendungsbeispiel von Stochastischen Methoden wie die Hypergeometrische Verteilung, ohne dass diese konkret benutzt werden müssen.

## Beschreibung
Dieses AQL-Verfahren wurde aus dem Zweiten Weltkrieg von der US-Army entwickelt, doch in manchen Branchen ist dieses Verfahren nicht mehr aktuell, da es ziemlich ungenau ist. Denn bei diesem Stichprobensystem wird eine bestimmte Teilmenge von einem Lieferlos definiert. In der ISO-Norm ist der Prüfungsplan genau festgelegt in Abhängigkeit vom AQL-Wert, der zwischen Kunde und Lieferant verhandelt wurde. AQL – auch als die annehmbare Qualitätsgrenzlage bezeichnet – gibt an, wie hoch der maximale Anteil einer fehlerhaften Teilmenge sein darf (Fehlproduktion), die bei einer Stichprobe als zulässige Produktqualität angesehen wird. Es wird aus einer Gesamtmenge einer bestimmten Ware eine Teilmenge selektiert. An dieser wird eine Stichprobe durchgeführt gemäß der gesetzlichen bzw. geregelten Spezifikationen sowie Normen. Durch das Endergebnis dieser Stichprobe werden Schlussfolgerungen gezogen bezüglich der Qualität der Gesamtmenge einer Ware. Die Strenge der festgelegten Richtlinien kann variieren. So sind die Maßstäbe an ein bestimmtes Produkt höher und somit auch die vorgegebenen Richtlinien strenger. Aus diesem Grund gilt AQL als statisches Verfahren zur Bestimmung der Qualität.

## Voraussetzungen
In der Regel wird das AQL in Prozent ausgedrückt, jedoch ohne das Prozentzeichen selbst beizufügen. Allerdings ist dies nur der Fall, wenn das AQL als „Anteil fehlerhafter Einheiten“ dargestellt werden soll. Außerdem ist die Darstellung in „Anzahl Fehler je hundert Einheiten“ bekannt. Für den Grenzwert des AQL wurde {\displaystyle p=1\,\%} bzw. {\displaystyle p=0{,}01} festgelegt. Um eine angemessen strenge Qualitätsprüfung und Prüfprozedur gewährleisten zu können, ist es wichtig, über bestimmte Zahlenwerte ein angemessenes AQL zu bestimmen. Dadurch weiß der Lieferant oder Vorlieferant, welche Qualität diese in der Produktion mindestens haben muss. Das Risiko einer unwirtschaftlichen Rückweisequote wird aufgrund dessen umgangen. Durch das AQL-System ist es in vielen Fällen möglich, bedeutungsvolle und kostengünstige Rückschlüsse auf den Erfolg oder Misserfolg der Qualitätsforderungen zu ziehen. Selbstverständlich ist dies nur dann nach Ermessen möglich, wenn ein sinnvoller AQL-Wert festgelegt wird. Sobald dieser nämlich zu hoch gewählt wird, wird der Abnehmer der Gefahr ausgesetzt, einen zu hohen Anteil mit mangelhaften Einheiten in einem Lieferlos (gleichzeitig lieferbare Menge der Einheiten) für den Verwendungszweck beanstandungslos zu erhalten. Ein zu niedrig gewählter AQL kann auch umgekehrt zu einer Beeinträchtigung der Wirtschaftlichkeit des Verfahrens führen, da ein unverhältnismäßig großer Aufwand der Prüfung entsteht. Sowohl der Abnehmer als auch der Lieferant wird in erster Linie auf die eigenen Gesichtspunkte beharren, was zu Problemen führen kann. So kann beispielsweise der Lieferant einen zu hohen AQL-Wert wählen, während der Abnehmer sich für einen zu niedrigen entscheiden könnte. Eine erfolgreiche Geschäftsbeziehung ist vorteilhafter für beide Parteien und ist mit einer entsprechenden Bereitschaft von beiden Seiten machbar. Es muss also eine eindeutige Vereinbarung von beiden Seiten existieren. Eine Lösung kann mit weniger Aufwand gefunden werden, wenn beide Seiten die Wirkung der AQL-Festlegung verstehen. So lässt sich auch gemeinsam ein Näherkommen an das wirtschaftliche Optimum verwirklichen. Es wird somit in dem AQL-System vorausgesetzt, dass beiden Partnern die Prüfungsverfahren des Stichprobensystems für qualitative Merkmale geläufig sind. Es muss bekannt sein, dass
- … eine AQL-Anwendung lediglich für Lieferserien realisierbar ist;
- …eine Prüfung nur dann zweckmäßig funktioniert, wenn technische Spezifikationen und Prüfungsmethoden beiden Parteien geläufig sind;
- … Fehlerklassifikation und Fehlergewichtung aufgestellt werden sollte bzw. wie diese aufgestellt werden muss und wie man diese in Fehlerlisten sortiert.

Eine Überschreitung des Grenzwertes bzw. des AQL (dieser ist der Grenzwert) kann für einen Lieferanten auf Dauer fatale Auswirkungen zur Folge haben, da er dadurch mit einer Rückweisung konfrontiert wird. Aus diesem Grund hat sich die AQL nach mit Stichprobensystem nach ABC-STD-105 (englisch Sampling Procedures and Tables for Inspection by Attributes) auch international durchgesetzt. Der vom Abnehmer festgelegte AQL-Wert soll den Lieferanten vor allem darauf hinweisen, dass die vom Lieferanten zur Prüfung gestellte Ware einem Stichprobenplan unterzogen wird und erst angenommen wird, wenn der Fehleranteil nicht den festgelegten AQL-Wert überschreitet. So die Beschreibung des AQL als sogenannten nominellen Wert nach DIN 40 080.

## Aufbau
Der Prüfplan des DIN ISO 2859-1 unterliegt der Abhängigkeit von:
- AQL-Wert → dieser wird zwischen Lieferant und Kunde festgelegt;
- Losumfang N → ist die Anzahl der gelieferten Menge (=Los);
- Prüfniveau/-stufen → die ISO 2859 unterscheidet zwischen 7 Prüfstufen.
  - 3 allgemeinen, wie I (gut), II (sicher), III (sehr sicher),
  - 4 speziellen S -1 bis S – 4.

Die Wahl der Prüfstufe hängt jeweils von der Kostenoptimierung ab, aber am häufigsten wird die Stufe II angewendet.
Wenn eine Serie von Prüflosen geprüft wird, müssen bei der Auswahl eines Loses die Ergebnisse der vorangegangenen Stichprobenprüfung berücksichtigt werden. Als schematisches Beispiel wird anhand der Beurteilungsstufen geprüft (aus DIN 40080).
- Beginn der Prüfung: Ist nichts anderes vereinbart, wird mit der normalen Prüfung begonnen.
- Wechsel von normal auf verschärft: Ist mit der normalen Prüfung angefangen worden, muss ein Wechsel zu verschärft stattfinden, wenn 2 von 5 aufeinanderfolgenden Prüflosen in der ersten Prüfung durchgefallen sind.

- Dann wieder Wechsel von verschärft auf normal: Wurde mit verschärft geprüft, muss auf normal übersprungen werden, nachdem 5 Lose in der Erstprüfung angenommen wurden.
  - Wechsel von normal auf reduziert: Nun darf nach der normalen Prüfung auf die reduzierte Prüfung übergangen werden, dabei müssen folgende Bedingungen erfüllt sein:
  - Zuvor wurden mindestens 10 Prüflinge erfolgreich geprüft,
  - Wenn die Fertigung ohne Unterbrechung gleichmäßig läuft,
  - Es wurde davor vereinbart, dass ein Wechsel zur reduzierten Prüfung stattfinden darf.
- Von reduziert auf normal: Hier findet ein Wechsel wieder zurück auf normale Prüfung statt, wenn bei der Erstprüfung folgendes auftritt:
  - Es wurde 1 Los zurückgewiesen;
  - das Stichprobenverfahren wurde beendet, ohne dass das Rückweisekriterium erreicht wurde, hierbei wird das erste Los als angenommen bewertet und ab dem nächsten Los wird nach normaler Prüfung geprüft;
  - bei der Fertigung treten Unterbrechungen auf oder sie läuft unregelmäßig;
  - es wurde vereinbart, dass ein Wechsel zur normalen Prüfung aus anderen Gründen stattfinden kann.
- Abbruch der Prüfung: Sollen 10 (oder eine andere vereinbarte Anzahl) aufeinanderfolgende Prüflose in der verschärften Prüfung bleiben, soll diese abgebrochen werden mit der Begründung, dass die Qualitätslage der Produkte verbessert werden muss.[11]

### Hilfsmittel zur AQL-Bestimmung
Durch Hilfsmittel für die AQL-Bestimmung lassen sich Einflussfaktoren gut bewerten und ordnen. Jedoch ist ein großer Nachteil solcher Hilfsmittel, dass für industrielle bzw. alle Branchen die Einflussfaktoren keiner wirkungsvollen Bewertung unterzogen werden können. Einflussfaktoren, wie beispielsweise geschäftspolitische Aspekte, solche also, die meist nach Gefühl eingeschätzt werden, können nicht mit Hilfsmittel erfasst werden. Aus diesem Grund geht man davon aus, dass mit Hilfe von Erfahrungen ein nützlicher AQL-Wert bestimmt werden kann, was auch in den meisten Fällen zutrifft. Resultierend daraus sind Erfahrungen auch ein wichtiger Faktor bei der Ermittlung und Beurteilung eines AQL-Werts. Empfehlenswert ist es, mit Erfahrungen lediglich dann zu arbeiten, wenn exakte Fehlerfolgen, übersichtliche und einfache Ermittlungsfälle bekannt sind.

## Bedeutungen des AQL-Werts
Bedeutung durch das Stichprobensystem selbst
Im Normalfall sollten die Interessen beider Parteien, die des Lieferanten und des Abnehmers, beachtet werden. Das bedeutet: Eine geringe Menge an Lieferlosen wird keiner zu umfangreichen Prüfung unterzogen. Umgekehrt ist dies auch bei großen Mengen an Lieferlosen der Fall: Zu ungenaue Prüfungen werden vermieden. Es ist wirtschaftlich von großer Bedeutung, dass die Anweisung der Stichproben bzw. das Trennvermögen, mit der Größe des Lieferloses sich ändert. Denn je umfangreicher ein Prüfungslos ist, desto folgenschwerer wirkt sich ein nicht richtiges Prüfungsergebnis aus, dass durch die statistische Irrtumswahrscheinlichkeit bedingt ist. Umso wichtiger ist es diese niedrig zu halten, bei einem wachsenden Prüflosumfang mit einem ebenso wachsenden Trennvermögen.
Bedeutung durch das Anwenden des Stichprobensystems
Sowohl der Abnehmer als auch der Lieferant profitieren von einer gemeinsamen Abstimmung. Diese können sowohl innerhalb als auch außerhalb des Unternehmens vorgenommen werden. Nur durch gemeinsame Abstimmung sind die notwendigen Voraussetzungen geschaffen, um eine Optimierung im wirtschaftlichen Sinne zu erreichen. Die entsprechenden Kenntnisse sind ebenfalls von großer Bedeutung. Dass die Anwendung des AQL lediglich ein Organisationsmittel ist, sollte nicht verkannt werden. Möchte man ein konkreteres und wirtschaftlicheres Ergebnis über die Qualität des Produktes erzielen, so ist es empfehlenswert, das Stichprobensystem mit anderen Informationssystemen in Zusammenhang zu bringen. Dadurch wird die Prüfplanung auf Umwegen oder direkt von der Konstruktion, Arbeitsvorbereitung, Marktanalyse und Produktentwicklung beeinflusst. Möglich ist auch, dass Erfahrungen anderer oder ähnlicher Lieferungen mit eingebracht werden. Die Qualitätsfähigkeit des Lieferanten und evtl. des Vorlieferanten spielt ebenso eine große Rolle. Die Fehleranteile, die in der Regel vorkommen und der damit verbundene Aufwand, diese bei den unterschiedlichen Qualitätsmerkmalen gering zu halten, müssen dem Lieferanten selbst bekannt sein, um eine verlässliche Qualitätsplanung durchführen zu können. Der Lieferant kann mit dem Abnehmer dadurch besser über den Preis verhandeln. Er benötigt dieses Wissen für eine Übereinkunft einer Prüfung. Andernfalls kann der Lieferant sein Vorschlagsrecht über eine angemessene AQL nicht anwenden. Der Abnehmer hingegen sollte seinerseits eine Fehleranalyse aufstellen. Eine Aufklärung des Lieferanten über die Folgen bestimmter Fehler sollte durch den Abnehmer erfolgen. Aus diesem Grunde ist auch die Fehleranalyse empfehlenswert. Alle Kriterien beider Parteien sollten gemeinsam besprochen und ausdiskutiert werden. Denn die Lieferungen können je nach Wert und Größe des Gutes variieren. Die Funktion des Produkts sowie das Fertigungsverfahren sollten ebenfalls beiden Seiten bekannt sein, denn die Vereinbarung dient somit einer sorgfältigen Prüfung. Denn nur mit Hilfe des Losumfangs und des vereinbarten AQL-Werts kann eine Stichprobe erfolgen. Im Regelfall geschieht dies nach den standardisierten Stichprobenanweisungen nach der DIN ISO 2859 Teil 1.

## Ablauf
Anhand der Stichproben erfährt ein Unternehmen, ob die Produkte eines Loses den Qualitätsanforderungen entsprechen. AQL kann auch Fehler zulassen und ist daher nicht für alle Prüffälle wie z. B. Herzschrittmacher geeignet. Es gibt dem Hersteller quasi Hinweise für seine Qualitätssicherung. Wenn ein Abnehmer seine Lieferung des Lieferanten prüft, muss es vorher vereinbart werden. Das Los (gelieferte Menge) muss eindeutig sein, und es muss sichergestellt werden, dass nur angenommene Lose weiterverwendet werden dürfen. Gerade mit der Hilfe der Stichprobenprüfung wird die Annahme oder Rückgabe einer Liefermenge gestellt. Rückgewiesene Prüflose werden erst zurückgehalten, die Entscheidung ist je nach Fall (Fehlerklassifizierung) zu treffen. Vorteilhaft ist in manchen Fällen eine geschichtete Stichprobe, unter den Schichten eines Loses versteht man ein sogenanntes „unterteilen“ des Loses, die in sich homogener sein können als das Gesamtlos. Das Ergebnis zeigt sich aus dem vorliegenden Los vom Umgang N, von diesem eine Stichprobe vom Umfang n per Zufall entnommen wird. Und anhand der in der Stichprobenanweisung enthaltenen Annahmezahl wird über die Bedeutung des Loses bestimmt.
Vor der Prüfung muss eindeutig der Istwert des zu prüfenden Merkmals festgelegt und zugelassen sein, das von der Prüfspezifikation entnommen wird. Sollte ein Los den Anforderungen nicht entsprechen, handelt es sich um einen Fehler.
Es werden Metallplatten an der Annahme auf ihre Maße geprüft. Nun wird verglichen, ob die Messwerte der Dicke mit den Grenzwerten übereinstimmen und somit sieht man, ob die Prüflinge diese Anforderungen erfüllen oder nicht. Sollte ein Prüfling dies nicht erfüllen, so ist er fehlerhaft und wird als fehlerhafte Einheit genannt.

## Bedingungswahl bezogen auf Fehlern
Bevor man mit der Kalkulation bezüglich des AQL-Werts beginnen kann, sollten die sogenannten „Randbedingungen“ klar sein. Außerdem sollte selbstverständlich von beiden Seiten aus genau definiert werden, was als Fehler definiert wird. Unter Randbedingungen versteht man in Fachkreisen Rahmenbedingungen und Voraussetzungen. Darunter zählt unter anderem, ob es denn möglich ist, eine Fehlerprüfung je hundert Einheiten, bzw. einen Anteil der fehlerhaften Einheiten, wahrzunehmen und welche Folgen das mit sich ziehen kann. Aus diesem Grund ist es wichtig, die Begriffe unterscheiden zu können:
- Stichprobenprüfung bezogen auf den Anteil fehlerhafter Einheiten:

Bei dieser Art der Stichprobenprüfung wird der fehlerhafte Anteil in Prozent ausgedrückt, und dieser kann den Wert von 100 % nicht überschreiten. Hier können lediglich alle
Einheiten fehlerhaft sein und nicht mehr.
- Stichprobenprüfung bezogen auf die Anzahl der Fehler je hundert Einheiten:

Hier wird auf die Anzahl der Fehler je hundert Einheiten bezogen. Im Gegensatz zur anderen Prüfung ist es hier möglich, den Wert über 100 zu überschreiten. Es wird angenommen, dass im Durchschnitt pro Einheit jeweils ein Fehler annehmbar ist, da pro hundert Einheiten, hundert Fehler gleich 100 % sind.

### Fehlereinheiten
Für einen geeigneten AQL-Wert muss eine ebenso geeignete Stichprobenprüfung vorgeschrieben bzw. ermittelt werden. Dies wird dann mit dem Begriff „fehlerhafte Einheit“ in Verbindung gebracht. Qualitätsmerkmale, die man einer gewünschten Prüfung unterziehen möchte, sind somit mit dem Begriff der Fehlerhaften Einheit eng verknüpft. Grundsätzlich werden die Gründe um eine Einheit als fehlerhaft einzustufen in sieben Fälle geteilt:
1. Maximal kann einmal ein fehlerhafter Wert sich kennzeichnen, wenn ein Qualitätsmerkmal nur einmal in einer Einheit vorkommt.
2. Es können mehrere fehlerhafte Werte gekennzeichnet werden, wenn ein Qualitätsmerkmal nur einmal in einer Einheit vorkommt.
3. Ein fehlerhafter Wert lässt sich insgesamt k-mal kennzeichnen, wenn ein Qualitätsmerkmal nur k-mal in einer Einheit vorkommt.
4. Bei lediglich einem Fehler kann die gesamte Einheit als fehlerhaft gelten, sobald einige Qualitätsmerkmale eine Ursache dafür bilden, dass eine Einheit als fehlerhaft eingestuft wird. (Bezogen auf den ersten Fall)
5. Bei lediglich einem Fehler kann die gesamte Einheit als fehlerhaft gelten, sobald einige Qualitätsmerkmale eine Ursache dafür bilden, dass eine Einheit als fehlerhaft eingestuft wird. (Bezogen auf den zweiten Fall)
6. Bei lediglich einem Fehler kann die gesamte Einheit als fehlerhaft gelten, sobald einige Qualitätsmerkmale eine Ursache dafür bilden, dass eine Einheit als fehlerhaft eingestuft wird. (Bezogen auf den dritten Fall)
7. Bei lediglich einem Fehler kann die gesamte Einheit als fehlerhaft gelten, sobald einige Qualitätsmerkmale eine Ursache dafür bilden, dass eine Einheit als fehlerhaft eingestuft wird. (Bezogen auf alle Fälle von eins bis drei)[8]

### Fehlerklassifizierungen
Sollte bei der Qualitätsdurchführung der Stichprobe ein Fehler auftreten, darauf zurückzuführen, dass einem davor besprochenen Merkmal nicht entspricht, wird dieser Fehler in bestimmte Unterteilungen gegliedert. Es ist erforderlich, dass es für jedes Qualitätsmerkmal eine Zuordnung zu einer gewissen Fehlerklasse gibt. Folgende Möglichkeiten für die Einteilung sind:
- Kritischer Fehler → mögliche Gefährdung des Menschenlebens.
- Hauptfehler → Produkt möglicherweise nicht brauchbar.
- Nebenfehler → möglicherweise bedingte Einschränkung der Brauchbarkeit eines Produkts.

Bei Bedarf kann diese Einteilung weiter in A-Fehler und B-Fehler unterteilt werden.

### Anwendung unter möglichen Fehlerfolgen
Wenn ein Abnehmer seine Lieferung des Lieferanten prüft, muss es vorher vereinbart werden. Das Los muss eindeutig sein, und es muss sichergestellt werden, dass nur angenommene Lose weiterverwendet werden dürfen. Gerade mit der Hilfe der Stichprobenprüfung wird die Annahme oder Rückgabe einer Liefermenge gestellt.
Sollte ein geprüftes Los die Annahmebedingungen erfüllen, wird dies angenommen und darf in der Regel weiterverwendet werden. Ist aber eine Stichprobenprüfung negativ, wird das Los angehalten. Die Entscheidung über die Behandlung wird durch Berücksichtigung der Fehlerklassen getroffen. Es gibt verschiedene Möglichkeiten, die getroffen werden können, wenn das Los durch die Prüfung durchgefallen ist, entweder:
- Rücksendung und Umtausch,
- Nacharbeiten,
- Sortieren,
- Verschrottung (Kostenträger ist der Lieferant),
- Verwendung mit Preisnachlass.[13]